# Illston on the Hill
Illston on the Hill es un pequeño pueblo y parroquia siete millas al norte de Market Harborough en el condado de Leicestershire. La población de la parroquia civil en el censo de 2011 (incluido Carlton Curlieu) era de 179 habitantes. La parte antigua de Illston es un raro pueblo «sin salida»: literalmente, está al final de la carretera que conduce a él. Illston tiene un pub pequeño pero próspero, que atrae comercio de varios kilómetros a la redonda y sirve cervezas Everard. Las paredes del pub están llenas de una variedad ecléctica de recuerdos rurales que incluyen cabezas de zorro montadas, animales de peluche y trampas de ginebra históricas, así como una serie de dibujos animados del residente local Ed McLachlan (Private Eye, Punch, etc.). Illston tiene un ayuntamiento disponible para alquilar. En el verano, alberga eventos que incluyen Village Fete y 'Onion Sunday'.